# Boudjak
Le Boudjak (en turc : Bucak, en roumain/moldave : Bugeac, en ukrainien, bulgare et russe : Буджак transcrit Budžak) est une région multi-ethnique de l’oblast d'Odessa en Ukraine.
Situé dans le sud-ouest de l'Ukraine, au sud-est de la Moldavie, entre les bouches du Danube au sud, le liman du Dniestr au nord-est et la mer Noire à l’est, le Boudjak est relié au reste du territoire ukrainien par une route qui traverse la frontière entre la Moldavie et l'Ukraine au nord-ouest et par un pont routier et ferroviaire à Zatoka au sud-est, qui enjambe la passe du Dniestr reliant le liman du Dniestr à la mer Noire.

## Toponymie
« Coin » le plus occidental de la steppe pontique, inséré entre la mer Noire, le bas-Danube et les forêts moldaves, la région apparaît dans Hérodote sous le nom de Γονιος χαρϖιανών (coin des Harpiens), dans les textes romains sous le nom d’Angulus (coin, angle) et au VIIe siècle sous le nom d’Ongal. Bucak a le même sens dans les langues turques parlées par les Huns, les Avars, les Petchénègues, les Coumans et les Tatars qui, tous, passèrent par cette région (et pour les trois derniers, s’y installèrent).
Lorsque la principauté de Valachie, fondée et gouvernée par la dynastie des Basarab, chasse les Tatars de la région en 1328-1330, la région est appelée Bessarabie, nom qu’elle conserve au temps de la principauté de Moldavie qui gouverne le pays de 1408 à 1484, et par la suite jusqu’en 1812 en roumain et sur les cartes des pays chrétiens. En revanche, les Ottomans, qui gouvernent le pays de 1484 à 1812, l’appellent Bucak. Pour tout le monde, Bessarabie ou Boudjak, alors synonymes, désignent le « triangle » entre Akkerman/Cetatea Albă, Bender-Tighina et Izmaïl.
En 1812, au traité de Bucarest, l'Empire russe annexe la partie de la Moldavie située à l'est du Prut et étend le nom de Bessarabie à tout ce territoire (aujourd’hui en grande partie occupé par la Moldavie), tandis que la dénomination Boudjak reste appliquée au territoire entre Cetatea Albă, Tighina, Reni et Izmaïl, en roumain Bugeac ou Bessarabie du Sud.

## Géographie

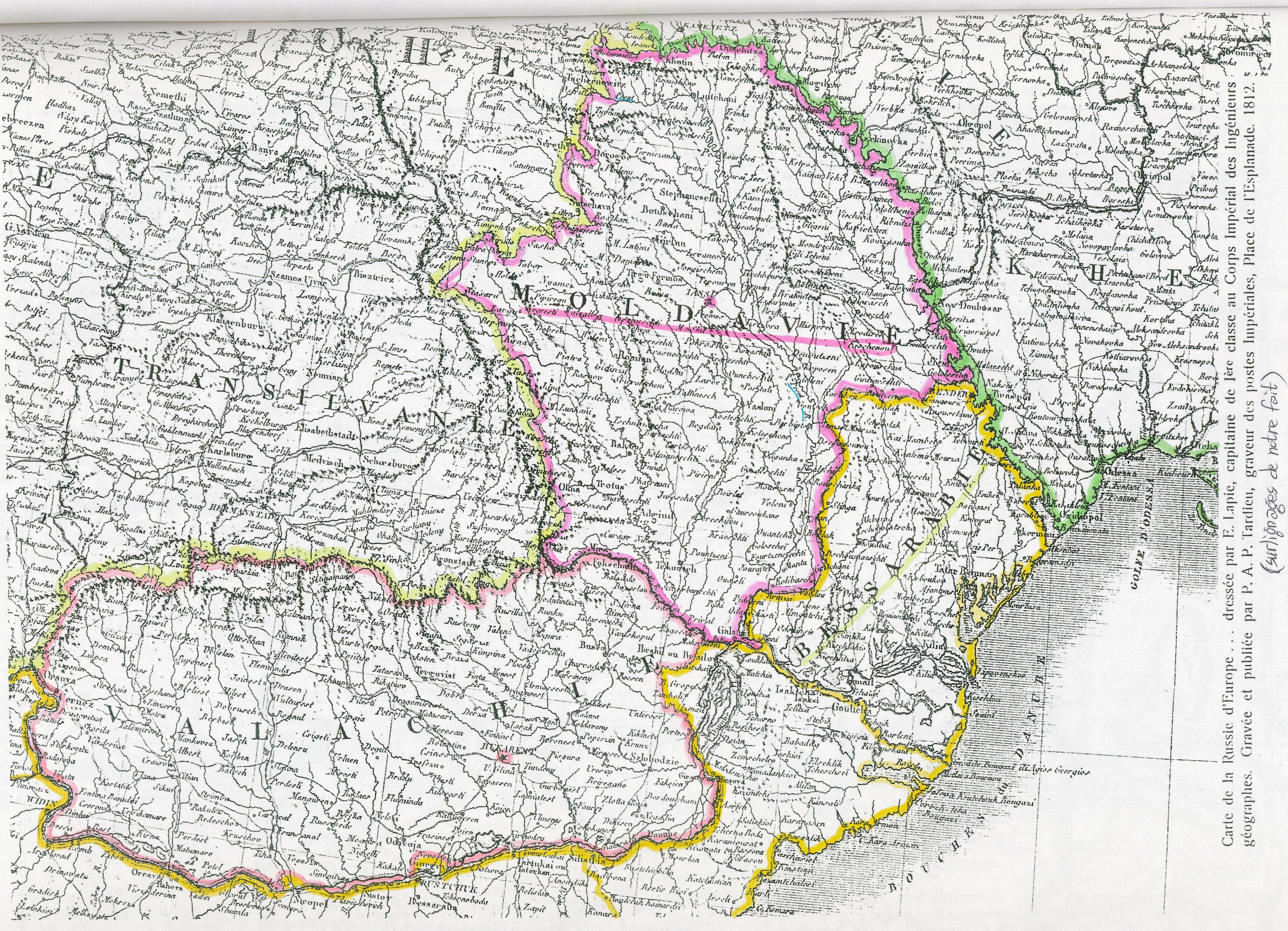
La principauté de Moldavie (rose) et la Bessarabie/Boudjak (ottomane, en jaune) début 1812, la veille de l'annexion russe et de l'extension du nom de « Bessarabie » à toute la Moldavie orientale (carte napoléonienne).

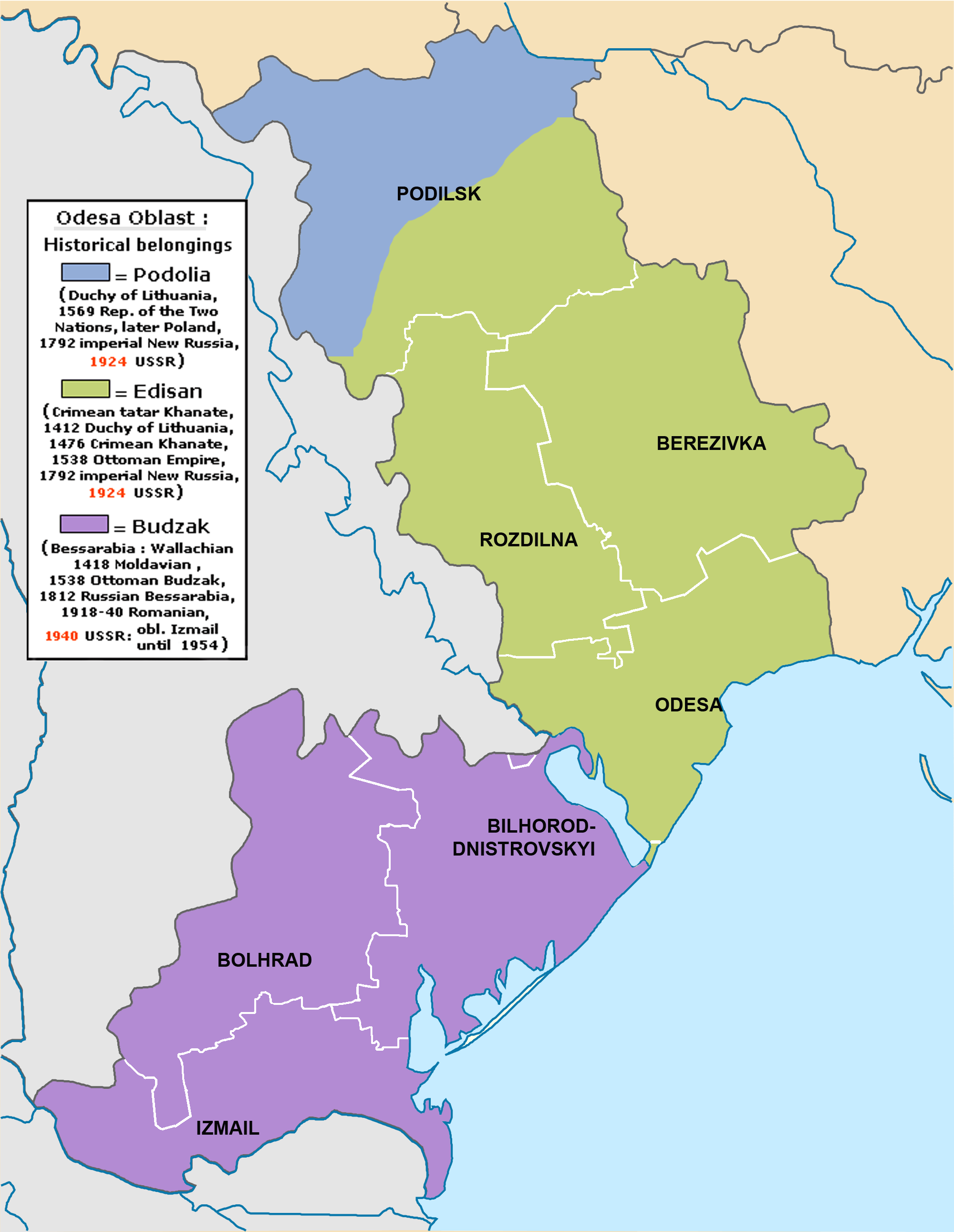
Les appartenances historiques de l'actuel oblast d'Odessa.

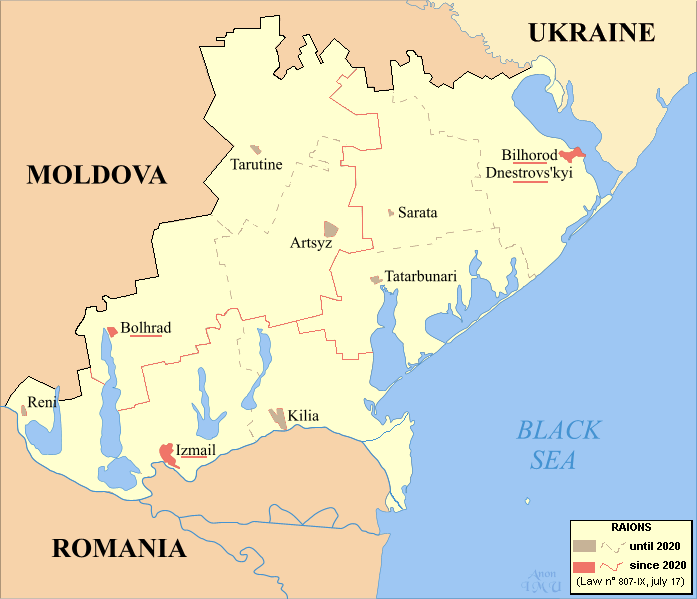
Les neuf raions du Boudjak, regroupés en trois par la loi n° 807-IX du 17 juillet 2020.

Le Boudjak est géographiquement une partie de la steppe pontique (en ukrainien Причерноморске Иизменость) parcourue de rivières intermittentes aux noms moldaves ou tatars (Kirghiz-Kitaï, Kogylnik, Sărata, Caplana…), et dont les collines sont peu escarpées et ne dépassent pas 120 m d'altitude. Le climat est continental sec, torride l'été, glacial l'hiver, mais atténué sur la côte d'influences pontiques. Les précipitations, rares, tombent sous forme de jours de pluie au printemps et en automne, de violents et soudains orages en été, de neige en hiver (le krivetz, vent venu de Sibérie, les accumule souvent en congères). La végétation est steppique, avec quelques bosquets et des saules le long des cours d'eau (notamment le Dniestr et le Danube, seuls cours d'eau permanents).
Le long du Danube et de la mer Noire, des lagunes saumâtres (les limans, du grec Λιμνης) aux noms tatars, grecs ou moldaves (Kahul, Yalpuh, Çugurlu, Katlapuh, Κελλια/Kilia, Drăculia, Kunduk-Sasık, Șagani, Ali-Bey, Tuzla, Codăești, Șabolat) sont séparées du large par des cordons littoraux sableux : c'était, avant la pollution par l'agro-industrie, d'importantes sources de poisson pour la population ; il y avait là des pêcheries traditionnelles exploitées par les Lipovènes (des russophones vieux-croyants) qui conservaient le poisson (essentiellement des mulets et des esturgeons) dans des glacières alimentées, l'hiver, par la glace de surface des limans. La steppe pontique, quant à elle, était traditionnellement le domaine du pâturage extensif des élevages ovins, spécialité des bergers moldaves, et des haras des Tatars, peuple cavalier. De leur côté, les Gagaouzes (turcophones chrétiens) et les Bulgares étaient des jardiniers réputés autour des points d'eau. Les Ukrainiens et les Allemands étaient principalement des cultivateurs de céréales (surtout de l'orge et du seigle) et des charrons ; ils élevaient également des bovins et des porcins.
À intervalles réguliers le long des rivières, le pouvoir soviétique, qui avait décidé de donner la priorité à la culture intensive des céréales et du maïs, a créé des biefs pour pallier la sécheresse et l'intermittence des rivières. Mais la plupart se sont envasés, l'apport en sels minéraux des rivières dans leurs limans naturels a cessé, la culture intensive a échoué et les limans ont été pollués par les engrais et les pesticides. Les spécialistes de la réserve naturelle des bouches du Danube à Vylkove (en ukrainien : Дунайський Біосферний Заповідник), ceux du parc national des limans de Touzly et ceux de l'université d'Odessa ont proposé un plan de reconstruction écologique du Boudjak, mais les moyens financiers manquent.

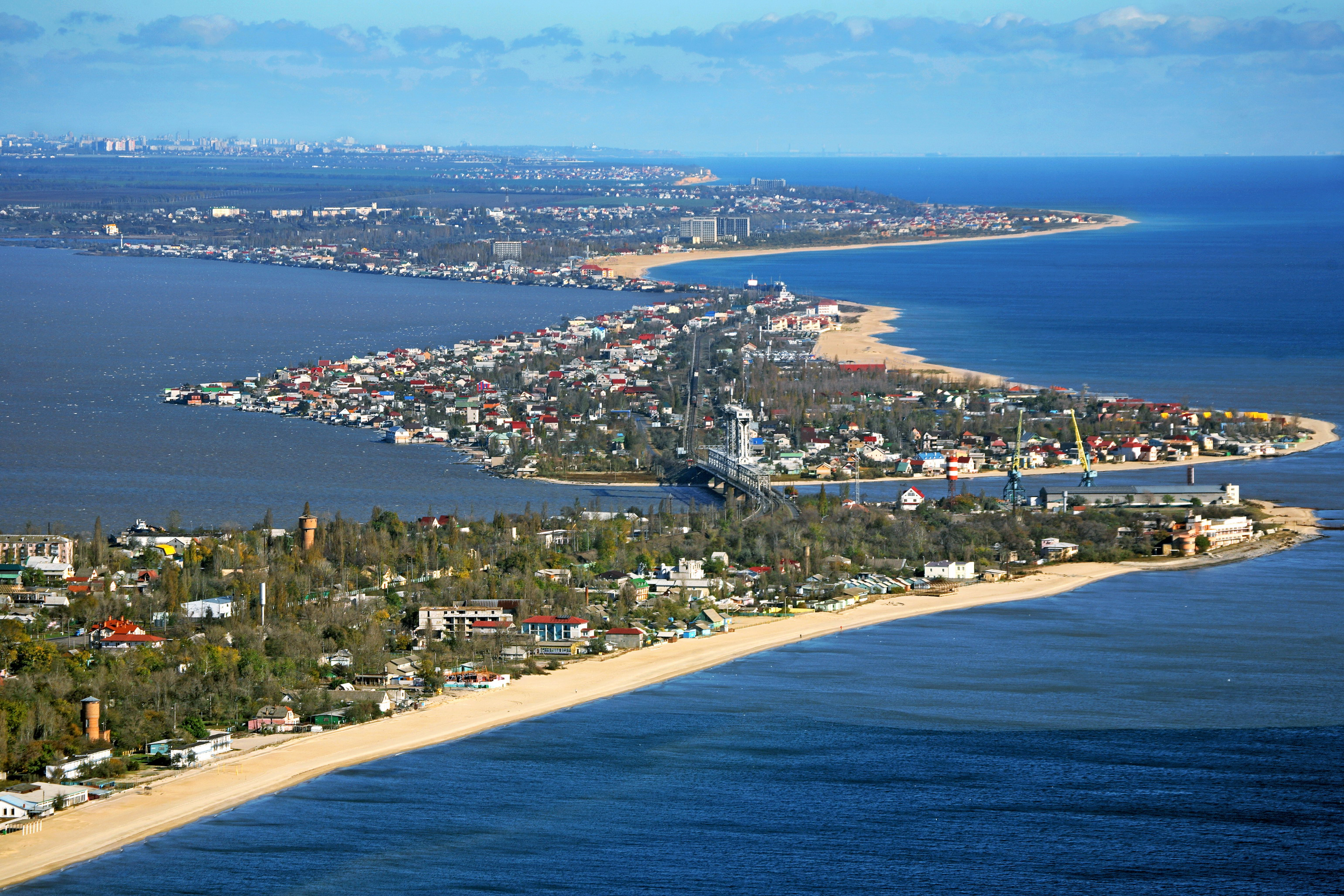
Les bouches du Dniestr.

Grand comme deux départements français, le Boudjak est relié au reste de l'Ukraine par une route (n° 87) traversant la Moldavie et un pont ferroviaire à l'embouchure du Dniestr à Zatoka. En effet la frontière moldo-ukrainienne, qui n'était initialement qu'une limite administrative à l'intérieur de l'URSS, n'a pas été conçue pour être une frontière internationale selon le principe de « viabilité des frontières » défini par Emmanuel de Martonne, et elle recoupe à sept reprises la voie ferrée Tchernivtsi-Mohyliv au nord du pays et à six reprises la voie Odessa-Reni au sud, ainsi que de nombreuses routes. Elle ne laisse à la Moldavie que 340 m de rivage danubien et coupe ce pays de tout accès à la mer Noire (liman du Dniestr) à 850 m près. Cela pose d'importants problèmes de circulation et de logistique qui ont fait émettre plusieurs propositions d'échanges territoriaux (par exemple la Transnistrie contre une partie du Boudjak, ou encore les raïons moldaves de Tiraspol et Slobozia contre le rayon ukrainien de Reni) dont aucune n'a abouti. Contrairement aux informations qui ont circulé dans divers médias, l'échange plus limité entre une partie de la commune moldave de Palanca et une partie de la commune ukrainienne de Reni, proposé en 1997, globalement défini en 1999 et qui a fait l'objet d'un protocole additionnel en 2001, n'a jamais été mis en application, le statut du lieu-dit Rîpa de la Mîndrești posant problème. Cet échange avait pour objet d'agrandir l'accès de la Moldavie au Danube tout en supprimant la traversée de la Moldavie par la route Odessa-Reni.

## Histoire
Dans l’Antiquité, le futur Boudjak a été habité par les Harpiens, une tribu dace de la confédération tyrgète, par des Scythes (Sarmates et Roxolans iranophones), par des Germano-Celtes (les Bastarnes), et sur la côte, par les Grecs (colonies de Τύρας ou Tyras, de Χάρϖης ou Harpis et de Λυκοστόμα ou Lycostoma).
Du IIIe au Xe siècle, la région a été un couloir de passage pour les Goths, les peuples des steppes et les Slaves en route vers l’ouest et le sud : le roi Wisigoth Alaric est né aux bouches du Danube. Toutefois, des populations hellénophones et latinophones sédentaires, vivant de la pêche, ont pu se maintenir dans le labyrinthe semi-aquatique et boisé des bouches du Danube.
Du Xe au XIVe siècle, la région s’est trouvée sous le contrôle successif de la Rus' de Kiev (970-972), de l’Empire romain d'Orient dit « byzantin » (973-1186), de la « Bulgaro-Valachie » (regnum Bulgarorum et Valachorum, 1186-1224), des Tatars de Crimée ou Nogaïs (1224-1328), de la Valachie (1230-1408) et de la Moldavie (1408-1484), tandis que les commerçants de la république de Gênes construisirent à partir de 1315 trois citadelles sur les bords de la mer Noire et sur le Danube : Montecastro (nom génois de Cetatea Albă ou Cité blanche), Licostomo (Embouchure du loup en grec) près de Chilia et Licovrissi (Fontaine du loup en grec, aujourd'hui Izmaïl). Les Génois et les voïvodes valaques et moldaves développent les cinq ports des bouches du Danube et de la mer Noire : Galați, Reni, Smil, Chilia et Cetatea Albă, et fortifient leurs citadelles. En 1484, le prince de Moldavie Étienne III le Grand fut forcé d’abandonner les forteresses de Chilia/Kiliya et de Cetatea Albă/Akkerman aux Ottomans. Le reste de la région avec Bender/Tighina fut cédé en 1538 après une autre campagne militaire ottomane.

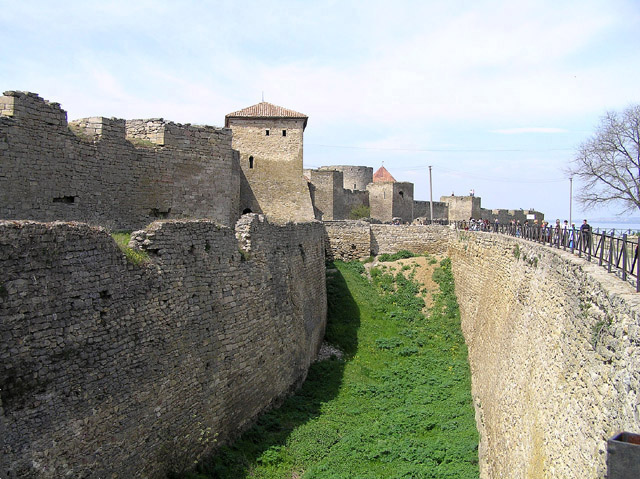
La forteresse moldave de Cetatea Albă (XIVe siècle).

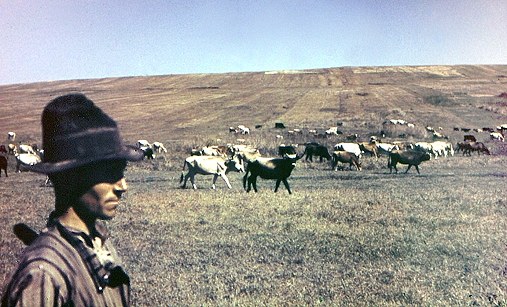
Berger bessarabien (1940).

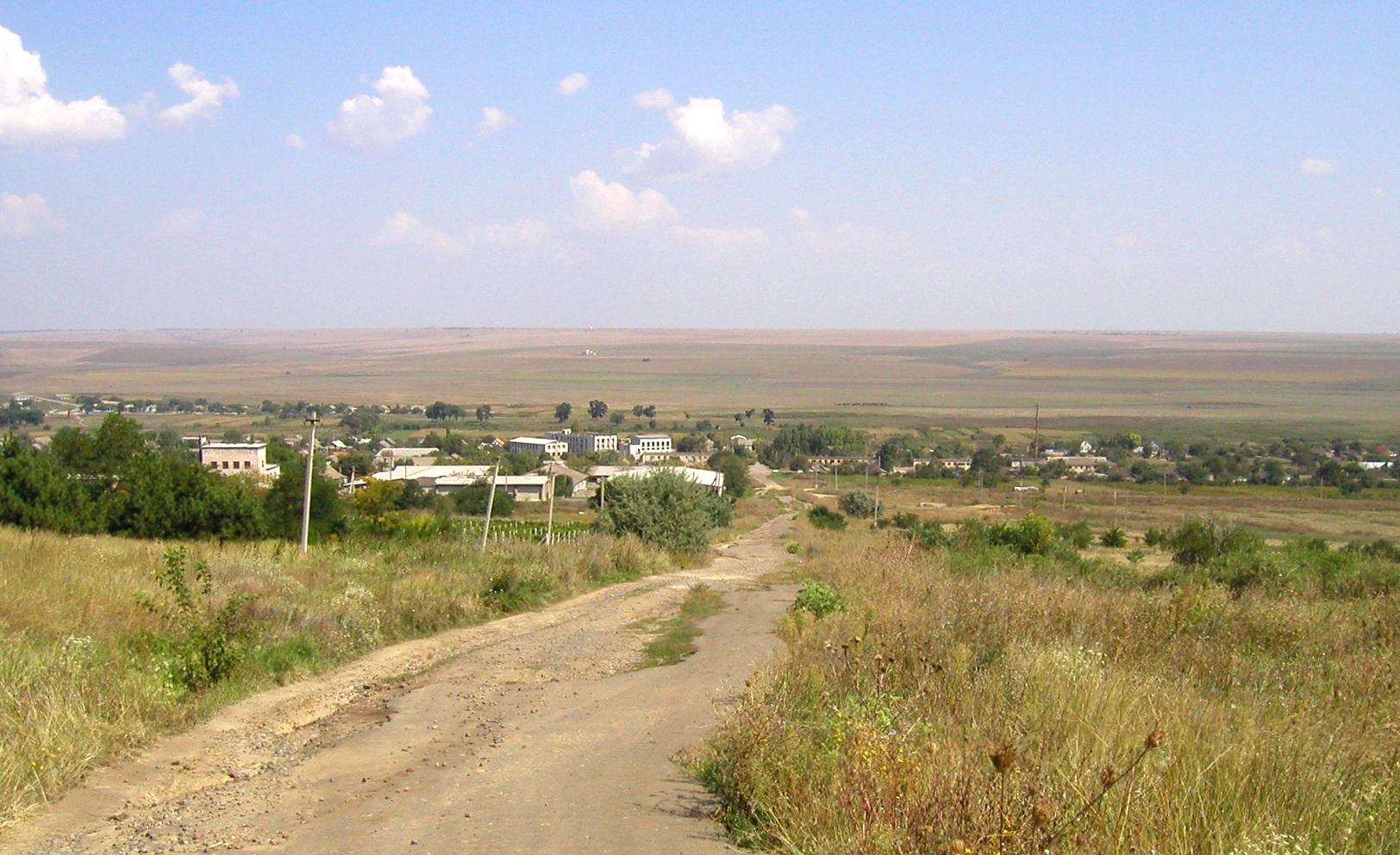
Vue vers le village de Cleaștiţa/Klöstitz, Vesela Dolyna depuis 1945.

Sous domination ottomane, la région n’était pas une province en soi, mais faisait partie, avec la Thrace maritime (aujourd’hui bulgare), la Dobrogée (aujourd’hui roumaine) et l’Edisan (aujourd’hui ukrainien), de la province d’Özi (rives occidentales de la mer Noire) dirigée depuis Silistrie l’hiver, et Özi l’été. Le Bucak (que les chrétiens locaux, alors pontiques et moldaves, appellent toujours Bessarabie) est divisé en :
- cinq raya (marches militaires de Reni, Smil, Chilia, Cetatea Albă/Akkerman et Bender/Tighina, situées autour de ces cités fortifiées, et où les Ottomans font travailler les chrétiens sédentaires dans des domaines agricoles) ;
- un Tatar-boudjak ou « coin des Tatars »[5], situé entre les raya et la principauté de Moldavie (ținuturi de Tigheci et de Lăpușna), steppe où des Tatars nogaïs, vassaux de ceux de Crimée et auxiliaires des armées ottomanes, élèvent des chevaux, des bovins et des ovins gardés par des bergers moldaves ou roms.

Pendant les guerres napoléoniennes, le Boudjak (qui figure sur toutes les cartes sous le nom de Bessarabie) fut conquis par l'Empire russe durant la guerre russo-turque de 1806-1812, et incorporé par le traité de Bucarest de 1812 au nouveau gouvernement de Bessarabie. Le delta du Danube y fut adjoint en 1829. Avec l’annexion russe, les Turcs et Tatars musulmans furent chassés de la région vers la Dobrogée, encore ottomane jusqu’en 1878, tandis que des Bulgares et des Gagaouzes chrétiens (les Gök-Oguz de langue turque) vinrent les remplacer. Y furent également cantonnés des Cosaques russes, qui reçurent non seulement des terres, mais aussi les chevaux des Tatars. En outre, environ 90 000 colons allemands, lorrains et suisses vaudois y furent implantés par les tsars.
Après la défaite de la Russie dans la guerre de Crimée en 1856, une partie du Boudjak fut rendue à la Moldavie, qui forme la Roumanie en s’unissant à la Valachie en 1859. Après la guerre russo-turque de 1877-1878, le traité de San Stefano (1878) et le traité de Berlin de 1878 reconnurent l’indépendance de la Roumanie, mais restitua le Boudjak à la Russie.
Le 14 décembre 1917 la première République démocratique moldave proclamait son indépendance, incluant le Boudjak. Cette première Moldavie allait ainsi jusqu’au Danube et à la mer Noire. Peu avant la fin de la Première Guerre mondiale (avril 1918), la République démocratique de Moldavie s’unit à la Roumanie, où le Boudjak forma les județe d’Izmaïl et de Cetatea Albă.
En 1939, une clause secrète du pacte Hitler-Staline assigna la Moldavie orientale (Bessarabie, Boudjak) à la sphère d’influence de l’URSS et en juin 1940, la Roumanie ayant perdu son principal soutien (la France), les Soviétiques s’emparèrent de la Bessarabie et de la Bucovine du Nord. En août 1940, le Centre de la Bessarabie forma la nouvelle République socialiste soviétique moldave, tandis que le Boudjak était attribué à la république socialiste soviétique d'Ukraine au sein de laquelle il forme l'oblast d'Akkerman-Izmaïl (qui sera rattaché en 1954 à l'oblast d'Odessa). Selon les dispositions du pacte Hitler-Staline, les Allemands furent rapatriés de force vers l’Allemagne. Après la déclaration de guerre de Hitler à Staline en juin 1941, les Roumains se trouvèrent aux côtés des forces de l’Axe, et reprirent le Boudjak, qu’ils rendirent à l’URSS le 23 août 1944 lorsqu’ils déclarèrent la guerre à l’Allemagne nazie. Les Soviétiques peuplèrent d’Ukrainiens et de Russes les villages évacués en 1940 par les Allemands.

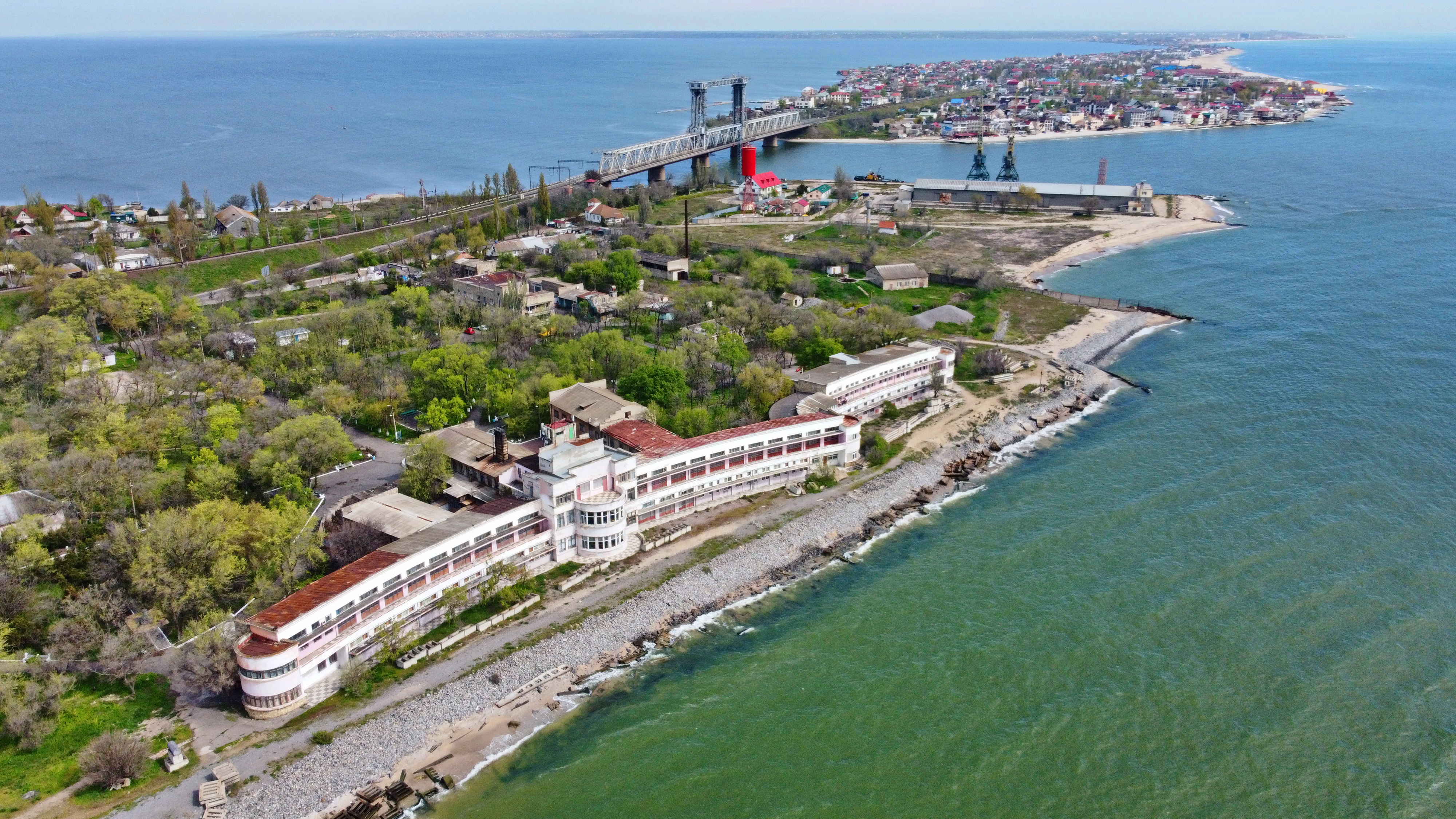
Le sanatorium du Bugaz à Zatoka, sur la passe du Dniestr.

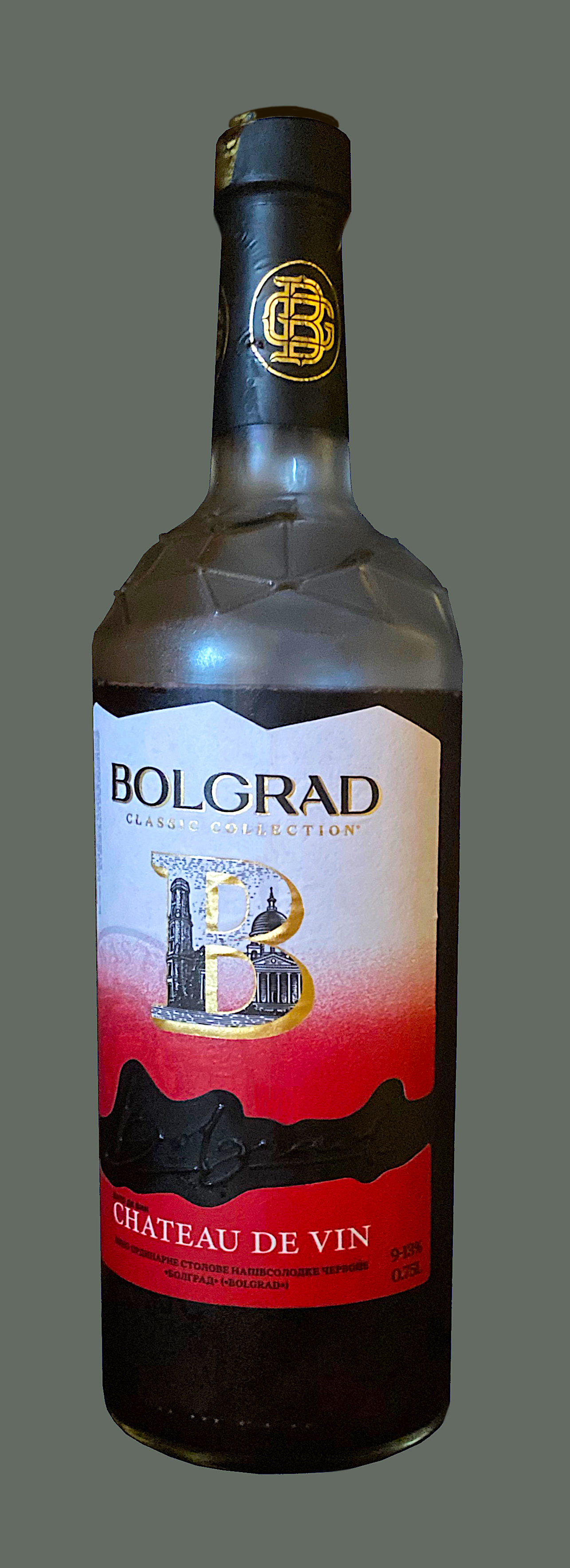
Vin rouge Bolgrad du Boudjak.

Depuis la chute de l’Union soviétique, le Boudjak fait partie de l’Ukraine indépendante. Malgré quelques associations moldaves locales qui revendiquèrent un temps le retour de cette région à la Moldavie ou à la Roumanie, ces deux pays n’ont aucune revendication territoriale sur l’Ukraine. Mais des contentieux subsistèrent jusqu’en février 2009 : l’URSS s'était emparée en 1948 de davantage d’îles que ne lui en avait officiellement cédé la Roumanie au traité de paix Paris de 1947. Le contentieux concernait les îles Daler, Coasta-Dracului, Maican et Limba sur le bras de Chilia, l’île des Serpents en mer Noire, et les eaux territoriales correspondantes. La Roumanie reprocha à l’Ukraine d’avoir posé unilatéralement des bornes frontière jusque devant le port roumain de Sulina, et le fait que les cartels et dépliants explicatifs du site historique de Cetatea Albă à Bilhorod-Dnistrovsky et à Hotin, ne mentionnent pas ou peu leur passé moldave. Un jugement du CIJ, accepté par les deux pays, régla le contentieux le 13 février 2009, reconnaissant l’appartenance des îles à l’Ukraine, mais attribuant à la Roumanie 80 % des eaux territoriales contestées.

## Groupes linguistiques et démographie

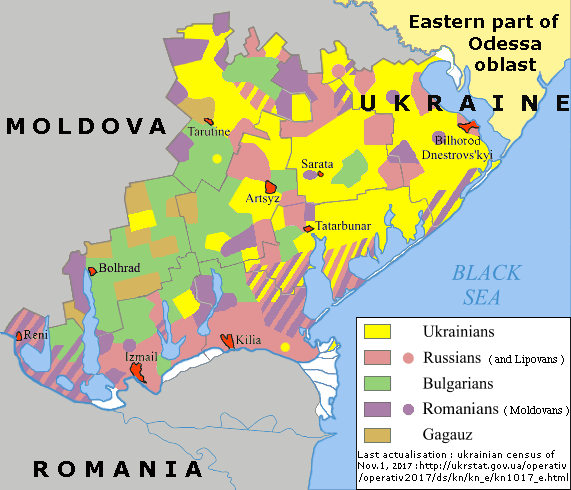
Les langues majoritaires du Boudjak (recensement ukrainien de 2002).

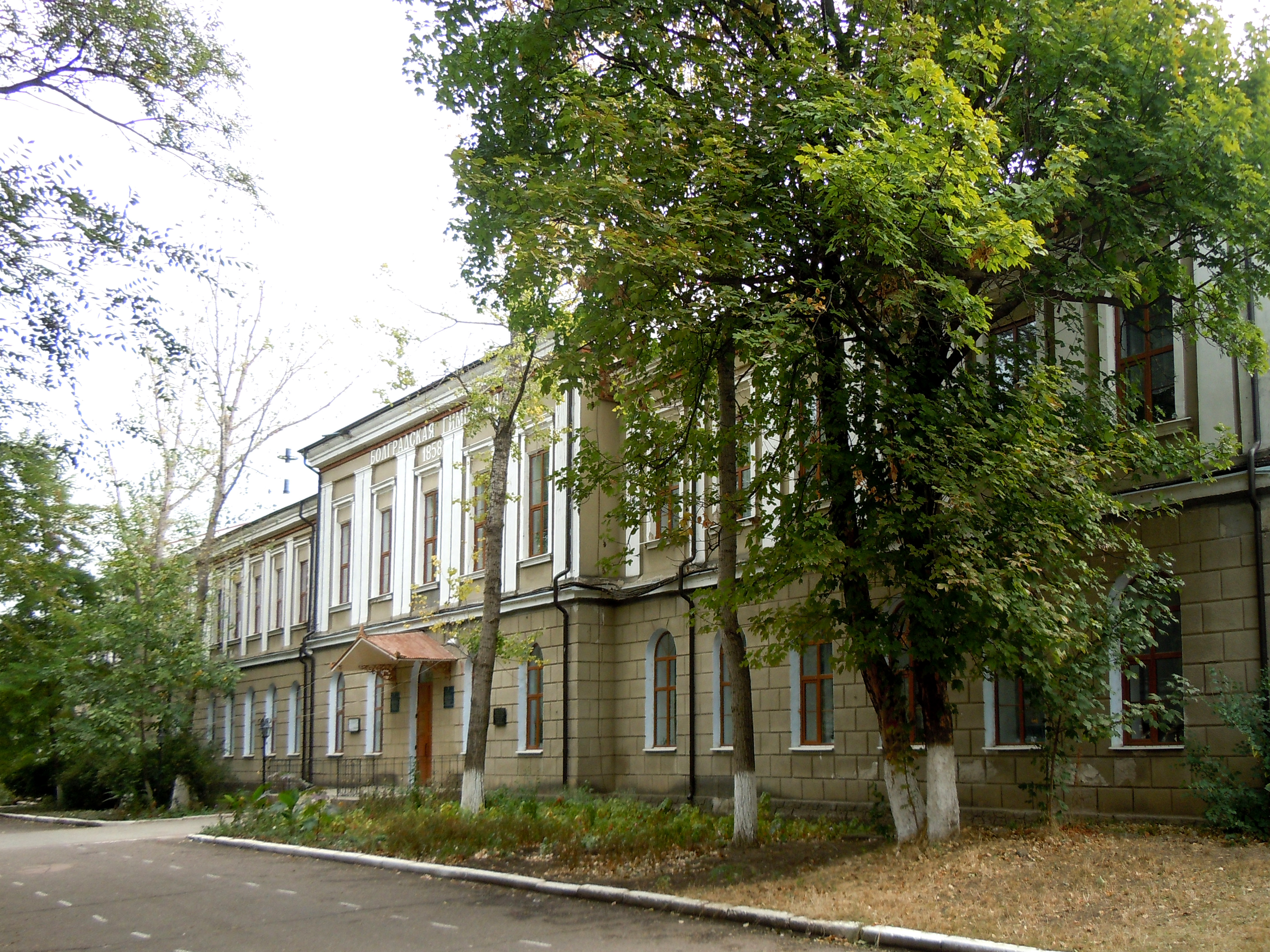
Le lycée bulgare de Bolhrad, fondé en 1858.

Les principaux groupes linguistiques du Boudjak sont aujourd’hui les Ukrainiens, les Bulgares, les Russes, et les Roumains/Moldaves. Comme en Moldavie, il y a des Gagaouzes dans le Boudjak : ce sont des Turcs chrétiens orthodoxes qui arrivèrent de Bulgarie entre 1812 et 1829, et qui s’installèrent dans les villages laissées vacants par les Tatars nogaïs musulmans. Mais contrairement à la Moldavie, l’Ukraine n’a pas admis qu’ils érigent leurs communes en « unité territoriale autonome ». Les Bulgares, comme les Gagaouzes, descendent de colons venus de Dobrogée, lors de l’échange de populations entre l'empereur russe et le sultan ottoman, consécutif à l’annexion du Boudjak par l’Empire russe en 1812.
Les Allemands de Bessarabie qui ont jadis vécu ici étaient originaires du Wurtemberg et de Prusse : accompagnés de Lorrains et de Suisses du canton de Vaud, ils s’installèrent dans la région entre 1814 et 1820. Un grand nombre cultivèrent les steppes à l’ouest d’Akkerman : l’ancien Tatar Bucak devenu Kronsland, dont ils firent une « Mini-Souabe » pleine de jardins et de vignes. Petit-à-petit ils assimilèrent les Lorrains et les Suisses, et ils étaient 140 000 en 1941 lorsqu’ils furent déportés, comme ceux de Bucovine lors des transferts de population. Ces « Allemands hors Allemagne », ou Volksdeutsche furent ré-installés en Pologne occupée et se trouvèrent en première ligne fin 1944 et début 1945 lors de l’offensive de l'Armée rouge : tous s’enfuirent, bien peu survécurent.
Avant la Seconde Guerre mondiale, le Boudjak comptait un nombre significatif de Juifs qui furent exterminés avec la plupart des Juifs de Bessarabie par le régime du maréchal Antonescu, le « Pétain roumain ».
Selon le recensement ukrainien de 2001, la population du Boudjak s’élevait à 617 200 habitants. Beaucoup sont ukrainiens (248 000, 40 %), les autres sont des Bulgares (129 000, 21 %), des Russes et Lipovènes (124 500, 20 %) et des Roumains/Moldaves (78 300, 13 %). Les Bulgares sont majoritaires dans les raions d’Arșița ou Artsyz (39 %), de Palada ou Bolhrad (61 %) et de Tarutino ou Taroutyne (38 %), les Russes dans la ville d’Izmaïl (44 %) et les Roumains dans le raion de Reni (49 %). Les autres raïons de la région sont à majorité ukrainienne. Le nom d’Arșița, Arciz ou Artsyz vient de la victoire de l'empereur Alexandre sur Napoléon à la bataille d'Arcis-sur-Aube. Cette petite ville, initialement peuplée de Lorrains francophones, passés à l’allemand durant le XIXe siècle, a été évacuée en 1941 et repeuplée de Bulgares et d’Ukrainiens après 1944.
Dans le raïon d'Izmaïl, 29 % de la population est ukrainienne, 28 % roumaine et 26 % bulgare.
Dans le raïon de Sarata, la population roumaine semble avoir augmenté de 154 % ; en réalité, ce phénomène est un indicateur des progrès de la démocratie en Ukraine : les habitants n’ont plus peur de se déclarer Roumains, alors qu’auparavant ils préféraient se déclarer Russes ou éventuellement Moldaves de peur de discriminations de la part du pouvoir ukrainien lorsque celui-ci était pro-russe.

## Raïons
Il y eut de 1945 à 2020 neuf raions regroupés en trois par la loi n° 807-IX du 17 juillet 2020 :
- Izmaïl dont la majorité des habitants sont de langues russe et roumaine-moldave :
  - Izmaïl/Smil/Măila
  - Reni/Tomarovo/Reni
  - Kiliya/Kilia/Chilia-Nouă
- Bolhrad dont la majorité des habitants est de langue bulgare :
  - Bolhrad/Bolgrad/Palada
  - Tarutyne/Tarutina
  - Sarata/Sărata
- Bilhorod-Dnistrovskyï dont la majorité des habitants est de langue ukrainienne :
  - Belgorod-Dnestrovskiy/Akkerman/Cetatea Albă
  - Tatarbunary/Tătărești
  - Artsyz/Arciz/Arșița.

Population totale des raïons : 482 000 personnes.

## Villes du Boudjak
- Reni
- Izmaïl
- Kilia
- Bilhorod-Dnistrovskyï/Akkerman/Cetatea Albă

Population totale des villes : 136 200 individus.